# Bill Johnson (ski alpin)
Pour les articles homonymes, voir Bill Johnson et Johnson.
William Dean Johnson dit Bill Johnson, né le 30 mars 1960 à Los Angeles et mort le 21 janvier 2016 à Gresham, est un ancien skieur alpin américain.

## Palmarès

### Jeux olympiques
| Édition / Épreuve | Descente | Slalom géant | Slalom |
| ----------------- | -------- | ------------ | ------ |
| JO 1984 Sarajevo  | Or       | —            | —      |

### Championnats du monde
| Épreuve / Édition    | Descente | Slalom géant | Slalom | Combiné |
| Mondiaux 1985 Bormio | 14e      | —            | —      | 20e     |

### Coupe du monde
- Meilleur classement final: 14e en 1984
- 3 victoires (3 en Descente).

### Différents classements en Coupe du monde
| Année/Classement | Année/Classement | Général | Général | Descente | Descente | Géant  | Géant  | Combiné | Combiné |
| ---------------- | ---------------- | ------- | ------- | -------- | -------- | ------ | ------ | ------- | ------- |
| Année/Classement | Année/Classement | Class.  | Points  | Class.   | Points   | Class. | Points | Class.  | Points  |
| 1983             | 1983             | 65e     | 10      | 27e      | 10       | -      | -      | -       | -       |
| 1984             | 1984             | 14e     | 87      | 3e       | 87       | -      | -      | -       | -       |
| 1985             | 1985             | 57e     | 18      | 24e      | 15       | 49e    | 3      | -       | -       |
| 1986             | 1986             | 41e     | 40      | 20e      | 31       | -      | -      | 25e     | 9       |

#### Détails des victoires
| Épreuve / Édition | Descente              |
| 1984              | Wengen Aspen Whistler |

### Coupe d'Europe
- Vainqueur en 1983